# عجينة خبز
عجينة الخبز هي خليط يصنع من الحبوب أو المحاصيل البقولية تستخدم في صناعة الخبز.

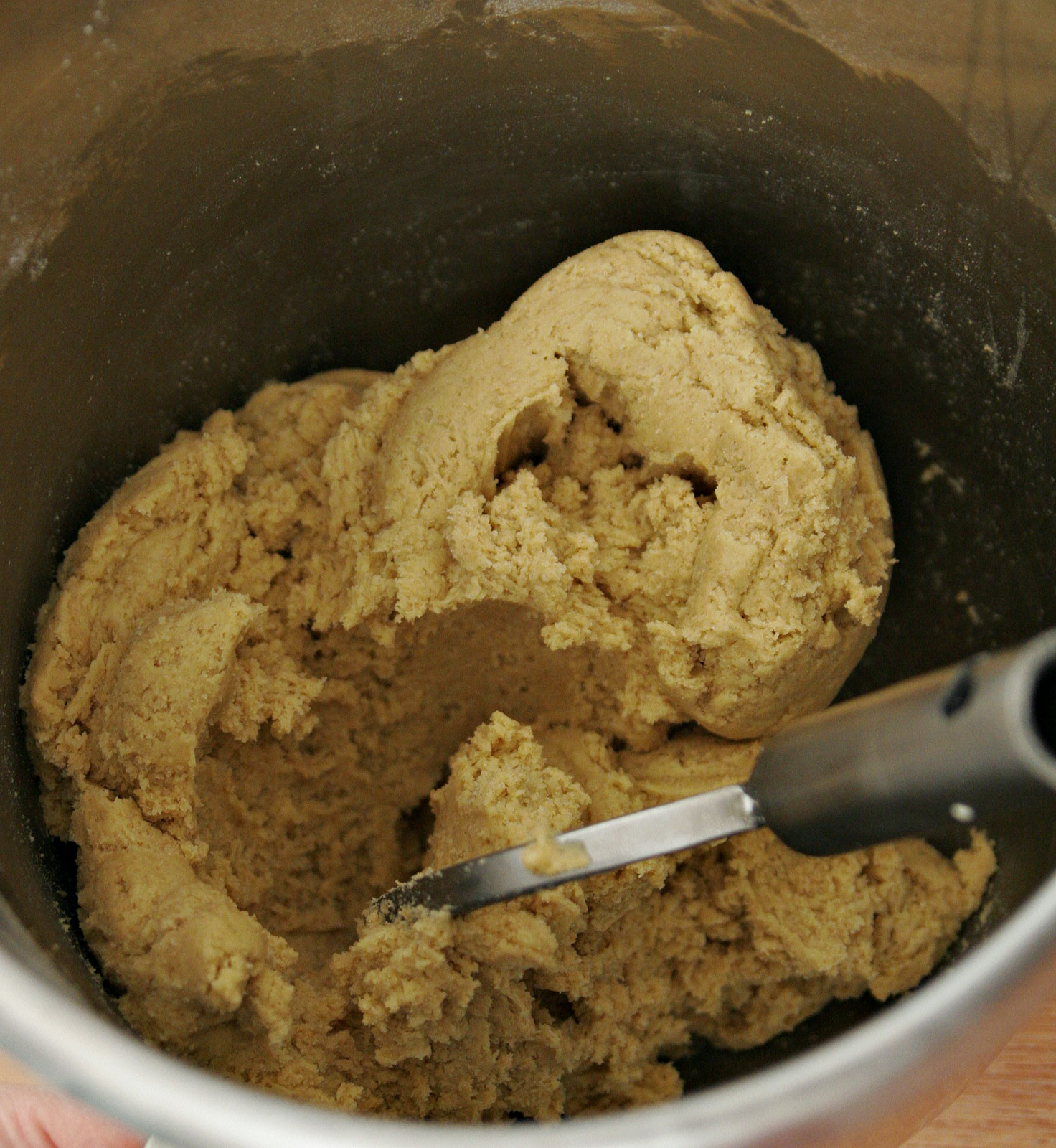
عجينة

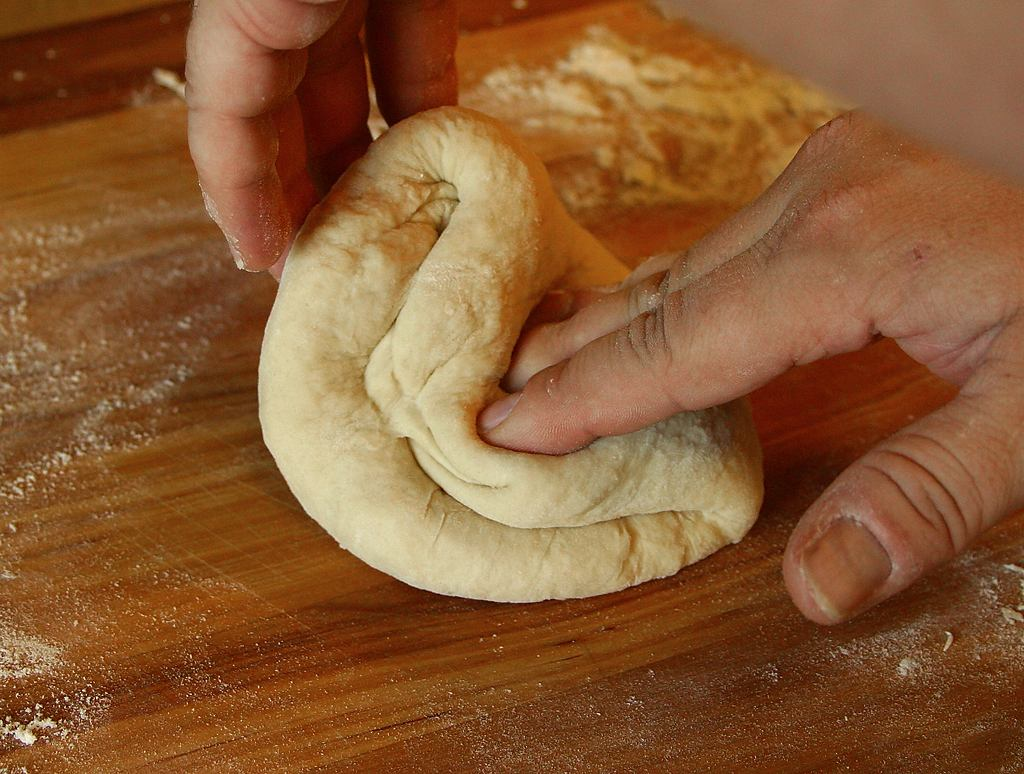
عجينة خبز

## معرض صور

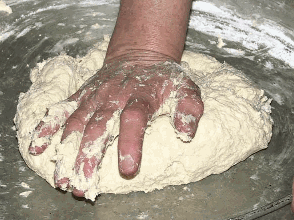
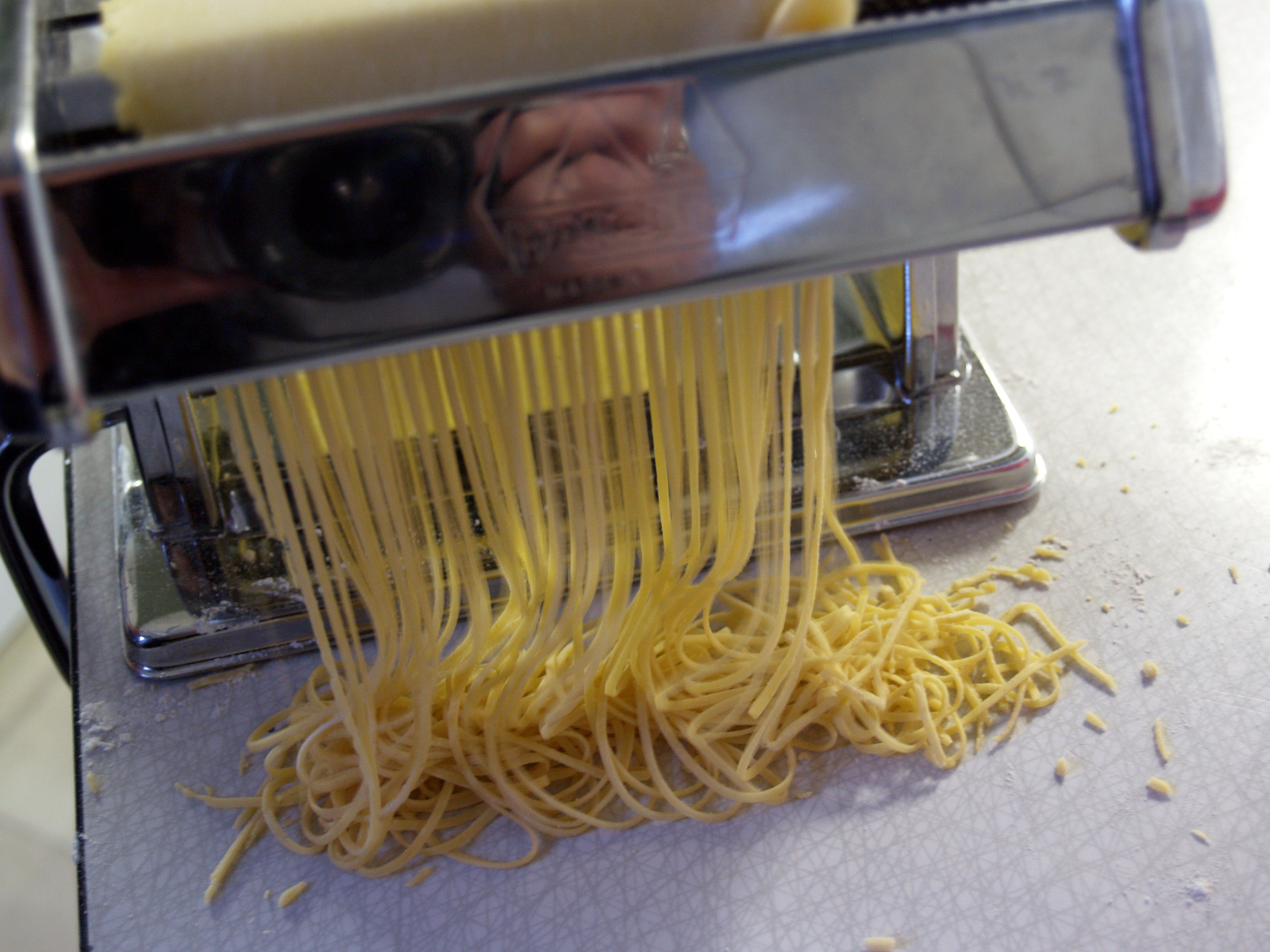
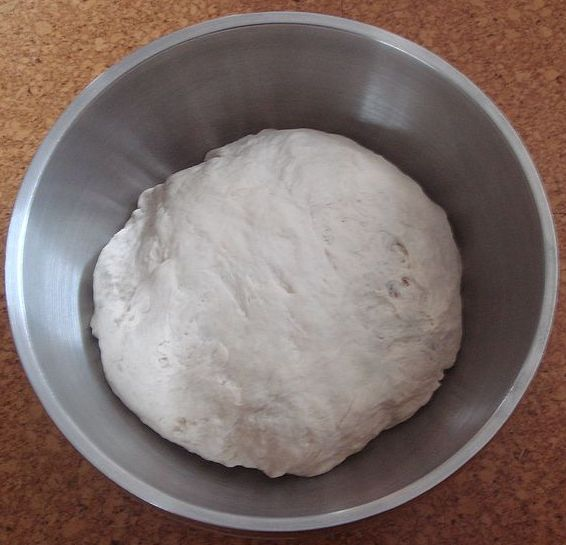
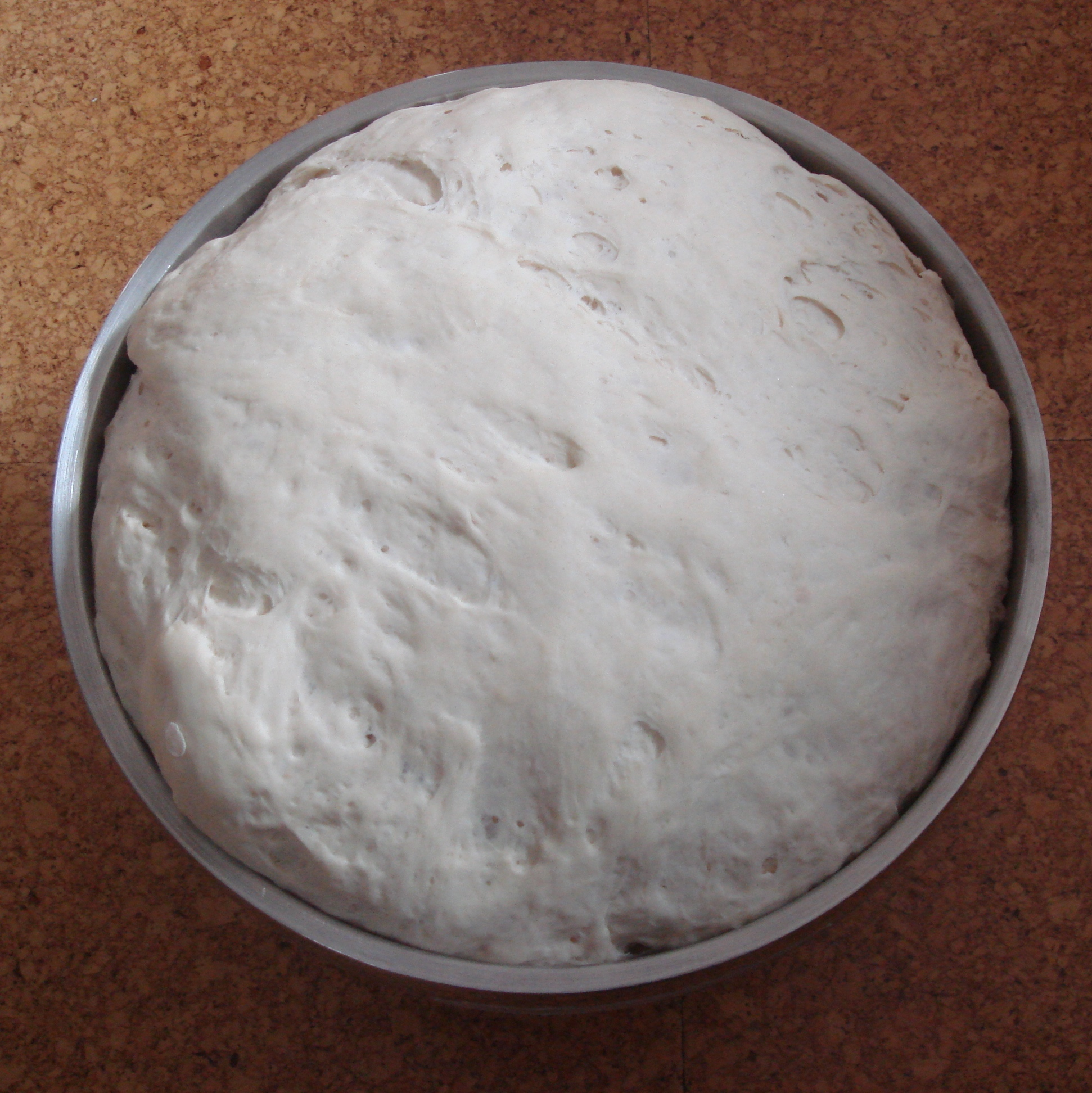

## مقادير
- 2 كاس دقيق
- 3 ملاعق حليب بودرة
- 1 معلقه شاي خميرة
- 2 معلقتين شاي سكر
- نصف كاس ماء
- ربع كاس زيت ذرة